# A Republikanska futbolna grupa 1954
La A Republikanska futbolna grupa 1954 fu la 30ª edizione della massima serie del campionato di calcio bulgaro concluso con la vittoria del CDNA Sofia, al suo quarto titolo.
Capocannoniere del torneo fu Dobromir Tashkov dell'Udarnik Sofia, con 25 reti.

## Formula
Il numero di squadre partecipanti passò dalle sedici della passata stagione alle quattordici di quella attuale e disputarono un turno di andata e ritorno per un totale di 26 partite.
Le ultime tre classificate furono retrocesse in B RFG

## Classifica finale
| Pos. | Squadra                   | G  | V  | N  | P  | GF | GS | Punti |
| ---- | ------------------------- | -- | -- | -- | -- | -- | -- | ----- |
| 1    | CDNA Sofia                | 26 | 20 | 5  | 1  | 76 | 14 | 45    |
| 2    | Udarnik Sofia             | 26 | 17 | 4  | 5  | 67 | 24 | 38    |
| 3    | Lokomotiv Sofia           | 26 | 15 | 6  | 5  | 56 | 25 | 36    |
| 4    | Zavod 12 Sofia            | 26 | 9  | 11 | 6  | 26 | 24 | 29    |
| 5    | Dinamo Sofia              | 26 | 9  | 10 | 7  | 39 | 26 | 28    |
| 6    | Lokomotiv Plovdiv         | 26 | 8  | 9  | 9  | 33 | 32 | 25    |
| 7    | VMS Stalin                | 26 | 9  | 7  | 10 | 27 | 29 | 25    |
| 8    | Minyor Dimitrovo          | 26 | 9  | 6  | 11 | 32 | 36 | 24    |
| 9    | Spartak Plovdiv           | 26 | 9  | 6  | 11 | 29 | 34 | 24    |
| 10   | Spartak Stalin            | 26 | 7  | 9  | 10 | 34 | 42 | 23    |
| 11   | Spartak Pleven            | 26 | 6  | 11 | 9  | 17 | 25 | 23    |
| 12   | Cherveno zname Kyustendil | 26 | 7  | 6  | 13 | 19 | 50 | 20    |
| 13   | Torpedo Pleven            | 26 | 5  | 5  | 16 | 13 | 51 | 15    |
| 14   | Udarnik Stara Zagora      | 26 | 2  | 5  | 19 | 13 | 69 | 9     |